# ألفرد كيفر
ألفرد كيفر (بالفرنسية: Alfred Kieffer)‏ هو لاعب كرة قدم لوكسمبورغي، ولد في 11 يناير 1904 في Rumelange ‏ في لوكسمبورغ، وتوفي في 11 أكتوبر 1987 في Differdange ‏ في لوكسمبورغ. شارك مع منتخب لوكسمبورغ لكرة القدم.

## وصلات خارجية
- ألفرد كيفر على موقع الاتحاد الدولي (مؤرشف)  (الإنجليزية)
- ألفرد كيفر على موقع قاعدة بيانات كرة القدم.إي يو (الإنجليزية)
- ألفرد كيفر على موقع أوليمبيديا (الإنجليزية)